# Lumban Pea Timur
Lumban Pea Timur is een bestuurslaag in het regentschap Toba Samosir van de provincie Noord-Sumatra, Indonesië. Lumban Pea Timur telt 1025 inwoners (volkstelling 2010).